# Mouraqaba

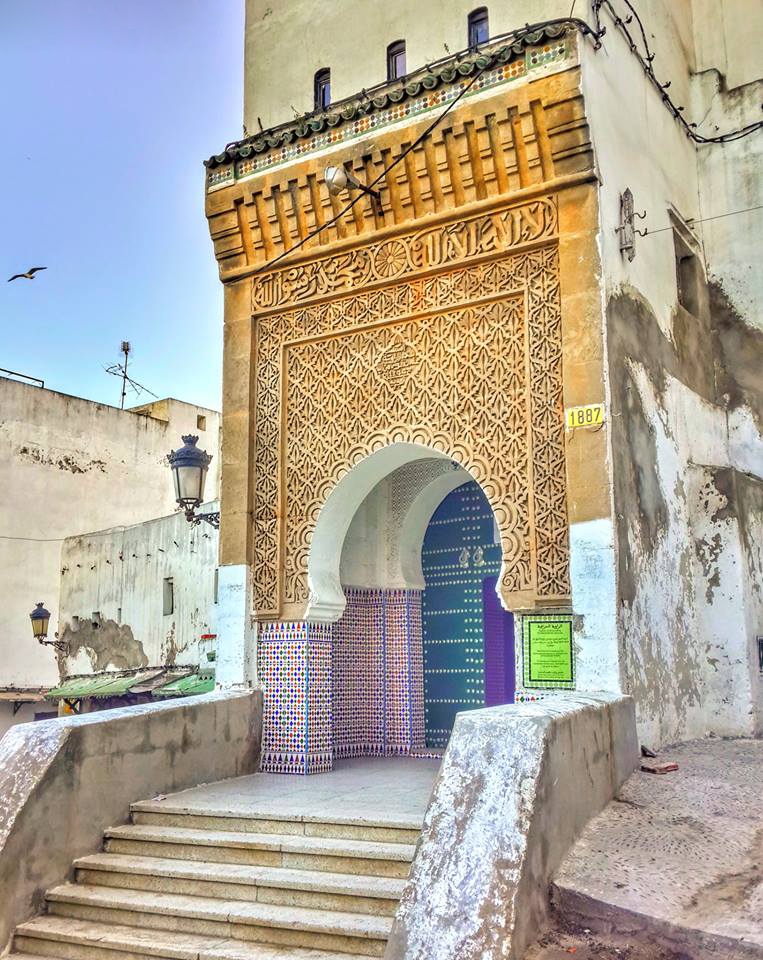

La Mouraqaba (Murâqaba, observation (arabe : مُراقَبة) ou Râbiṭa Charifa, (arabe: رابِطة شَريفة) lien de cœur), est une pratique de méditation soufie. Elle est appelée aussi « exercice de vigilance ».

## La méthode
Celui qui est assis en méditation ferme les yeux et concentre son attention sur un point unique. Ce point est généralement la visualisation du Cheikh, le maître soufi, qui est considéré comme un pont entre le monde de l’illusion et celui de la réalité.
La méditation se pratique à genoux, les yeux fermés, les mains posées sur les jambes, le pouce touchant l’index, la bouche fermée, la langue collée au palais, la respiration sous contrôle (Houch dar dam) et l’oreille à l’écoute du Coran, des salawats (sons mélodieux). La pièce est dans la pénombre.

## Objectif
Selon les adeptes de cette pratique, celui qui adopte cette méditation devrait parvenir graduellement à ce qui est appelé l’état d’effacement (Ghaïba) ou « absence du monde des sens », ou encore l’état le plus élevé : « l'extinction » (Fana). Dans cet état, l’attachement au monde matériel, à  l’emprise des sens, va se réduire et le « vide absolu » de « l’Ineffable, sinon Allah » devrait descendre sur lui.

## Islam et yoga
Après avoir été banni d'Indonésie et de Malaisie par de hauts responsables religieux musulmans qui estimaient qu'une telle pratique allait affaiblir la foi, le yoga a cependant été autorisé en Inde, pays avec la deuxième plus grande population musulmane au monde, où les autorités religieuses musulmanes du Darul Uloom Deoband ont indiqué que des exercices similaires au yoga sont présents dans les rites soufis.

## Source
- La pratique détaillée de la Mouraqaba
- La concentration en Islam